# 야부키 신고
야부키 신고(일본어: 矢吹真吾, 시취진오)는 일본게임회사 SNK의 격투게임 더 킹 오브 파이터즈의 캐릭터이다.

## 이야기
더 킹 오브 파이터즈 97부터 등장한 캐릭터. 더 킹 오브 파이터즈 96때 쿠사나기 쿄의 모습을 TV를 통해 시청한 뒤 그를 동경하여 사부라고 부르며 따라다닌다. 첫 만남부터 풀밭에 누워 자고 있는 쿠사나기 쿄에게 신고가 먼저 다가가 자신을 제자로 받아 달라는 요구를 한 것이었다. 신고는 쿄에게 쵸코빵과 우유를 바치며 여러 가지 기술을 익히고 있는 듯하나 정작 쿄는 쿠사나기류 고무술을 반 장난으로 그를 가르칠뿐더러 신고를 그저 심심풀이로써 부려 먹고 있었다. 또한 쿄는 아버지인 쿠사나기 사이슈에게 무슨 트라우마가 있는지 신고에게 일부 초식은 아버지의 초식으로 가르쳐 줬다. 게다가 신고는 정통 쿠사나기 가문 혈통이 아니므로 불을 사용할 수도 없음에도 아직도 언젠가 불을 사용할 수 있다는 착각에 빠지고있다. 쿄가 신고에게 가르쳐준 기본적인 초식이나 필살 패턴은 쿠사나기 사이슈와 비슷한데 이는 아버지에 대한 쿄의 불만을 신고에게 무술을 가르치는 과정을 통해 해소했기 때문이었다. 신고는 쿄를 우상으로 삼아 쿄가 가르치는 대로 열심히 배웠지만 정작 쿄는 아버지에 대한 불만을 신고에게 해소하는 용도로 신고를 제자로 받아들였다.
더 킹 오브 파이터즈 2001의 엔딩에서는 사이슈를 만나서 쿄 대신 사이슈에게 기술을 배우게 되며 그 결과 더 킹 오브 파이터즈 2003에서 낮은 확률로 불이 나오게 되었다. 그렇다고 진짜불인지 아니면 신고의 환상인지는 미지수.
자신이 스스로 선택한 쿄 쿠사나기의 라이벌이라는 이유로 야가미 이오리를 혐오하고 자신의 힘으로 이오리를 쓰러뜨리고 훈계하려 하지만 정작 실제로는 이오리에 대해 무척 심하게 두려워하고 있다. 반면 이오리는 신고의 존재 자체에 신경조차 쓰지 않는다.XI에서는 야가미 이오리한테 심지어 죽을뻔하기도 했다 훈계하기전에 죽지않았으니 다행인것이다
더 킹 오브 파이터즈 97, 더 킹 오브 파이터즈 98에서 신고는 크리티컬 히트라는 특수한 시스템을 가지고 있는데 공격이 히트할 때마다 랜덤으로 발생하는 이 크리티컬 히트는 그 공격에 한해 데미지가 상승한다. 이는 필살기 체계가 제대로 안잡혀 다른 캐릭터들에 비해 성능이 다소 떨어지는 신고에 대해 밸런스를 맞추기 위함이었다. 애초에 야부키 신고 자체가 쿠사나기 쿄의 하위호환 캐릭터인 탓에 역대 KOF 시리즈에서 강한 적이 한 번도 없었다. 중하위 캐릭터에서 최약체 캐릭터 사이를 오갈 뿐이다.
여담으로 초기에 오로치의 숙주로 설정된 사람은 크리스가 아닌 야부키 신고였다. 다만 한 시리즈의 최종 보스까지 주인공 주변에 있는 건 너무 작위적이라는 비판이 있었고 결국 쿄와는 초면이라는 설정의 크리스로 변경된다.
1. ↑  “KOF XV DLC 캐릭터 "야부키 신고"”. 《Epic Games》.